# Emsdetten
Emsdetten är en stad i nordligaste Nordrhein-Westfalen i västra Tyskland, nära gränsen till Nederländerna. Staden har cirka 37 000 invånare, på en yta av 72 kvadratkilometer. Närmaste större städer är Rheine, Münster och Osnabrück. Emsdetten, som uttalas med betoning på andra stavelsen, ligger cirka 13 kilometer sydost om Rheine.
Den 20 november 2006 blev Emsdetten uppmärksammad i samband med ett gisslandrama på en skola. Bastian B (eller Sebastian Bosse, som han egentligen hette) steg in på sin skola och kastade rökbomber omkring sig och sköt vilt. 27 personer skadades, varav 16 var poliser som fick föras till sjukhus på grund av röken från gärningsmannens bomber. Han avslutade det hela genom att skjuta sig till döds.